# Maurice Godin (homme politique)
Pour les articles homonymes, voir Godin et Maurice Godin.
Maurice Godin, né le 21 octobre 1932 à Montréal et mort le 14 juin 2024 à Laval, est un chef de division et homme politique canadien.
Il est député à la Chambre des communes du Canada de la circonscription de Châteauguay de 1993 à 2000 sous la bannière du Bloc québécois.

## Biographie
Né le 21 octobre 1932 à Montréal, Maurice Godin est un fervent indépendantiste de longue date, conservant précieusement une carte de membre de l'Alliance laurentienne dans son portefeuille.
Retraité d'Hydro-Québec où il a travaillé de 1956 à 1990, au moment des élections fédérales de 1993, il est élu député à la Chambre des communes de la circonscription de Châteauguay sous la bannière du Bloc québécois, causant la surprise de remporter l'élection contre le candidat vedette libéral Kimon Valaskakis avec 16 000 voix de majorité. Réélu en 1997 avec 6 700 voix de majorité, il ne se représente pas en 2000. Durant son premier mandat, il est porte-parole de l'opposition officielle en matière d'Anciens combattants de 1993 à 1995 puis de nouveau de titulaire de ce dossier de 1998 à 1999.
Maurice Godin meurt à Laval au Québec le 14 juin 2024 à l'âge de 91 ans.

## Vie privée
Maurice Godin est marié à Lucille Day et ils ont trois enfants : Louise, François et Julie.